# Лугинец, Назар Львович
Назар Лугинец (31 мая 1989, Новороссийск, Россия) — российский стрелок из винтовки. Чемпион мира и Европы, победитель летней Универсиады 2007 и 2013 года.

## Спортивная биография
Первое участие в крупном международном спортивном — Летняя Универсиада 2007 в Бангкоке (Таиланд), на которой участвовал в командной стрельбе из пневматической винтовки, 10 метров, заняв первое место в данной дисциплине.
На летней Универсиаде 2011 года в Шэньчжэне завоевал две бронзы.
На Чемпионате мира по стрельбе 2018 года в Чханвоне  в командном зачете в составе команды: (Сергей Каменский, Масленников Владимир, Назар Лугинец) — занял первое место, установив новый мировой рекорд в командном зачете равный 3535 очкам.

## Награды
- Почётная грамота Президента Российской Федерации (19 июля 2013 года) — за высокие спортивные достижения на XXVII Всемирной летней универсиаде 2013 года в городе Казани[1]

## Личная жизнь
- Учится в Государственном морском университете им. адм. Ф. Ф. Ушакова на факультете эксплуатации водного транспорта и судовождения.